# Квир

Флаг квир-сообщества

Квир (англ. queer) — собирательный термин, используемый для обозначения человека, чья сексуальность и (или) гендерная идентичность отличаются от большинства.
Изначально имевшее значение «странные» или «необычные», слово «квиры» использовалось в качестве оскорбления людей, которые испытывали влечение к людям своего пола или имели с ними отношения. К концу 1980-х годов квир-активисты начали апроприацию слова, намеренно выбрав провокационную и политически радикальную альтернативу.
С 2000-х годов термин «квир» всё чаще используется для описания широкого спектра ненормативных сексуальных и гендерных идентичностей и убеждений. Такие академические дисциплины, как квир-теория и квир-исследования совместно оппонируют гендерному бинаризму, нормативности и недостатку интерсекциональности. Квир-искусство, квир-культурные и квир-политические группы являются примерами современного выражения квир-идентичности.
Термин подвергается критике со стороны некоторых англоязычных членов ЛГБТ-сообщества, а также других людей, ассоциирующих слово с его разговорным использованием в качестве оскорбления или желающих отделить себя от квир-радикализма.

## Этимология названия
Английский термин queer происходит от шотландского queer со значением «странный, своеобразный, необычный, эксцентричный», а шотландское слово происходит от нижнегерманского диалектного слова queer («наклонный, периферийный», брауншвейгский диалект).

## Инклюзивность и рамки
Термин квиры в более широком смысле имеет социальные коннотации и часто используется людьми, которые отвергают традиционные гендерные идентичности и стратификацию сексуальных идентичностей — геями, лесбиянками, бисексуалами, а также теми, кто считает себя подавляемыми гетеронормативностью общей культуры. В этом смысле слово сохранило своё историческое значение: «за границами нормативного общества» — и может быть интерпретировано сегодня как «вне стереотипов пола, секса и гендера». Расплывчатость значения этого термина позволяет людям, называющими себя квирами, избежать жёстких рамок, окружающих различные идентичности и социальные стереотипы.

## Спорный характер термина
Использование термина квир имеет спорный характер. Множество людей и организаций, как ЛГБТ, так и не ЛГБТ, отказываются от использования слова. У этого есть несколько причин.
- Некоторые ЛГБТ-активисты не одобряют использование слова квиры в качестве собирательного выражения, поскольку находят его оскорбительным, глумливым или самоуничижительным, приводя в пример его использование как языка вражды в английском языке[8].
- Другие ЛГБТ-активисты отказываются использовать слово квиры, поскольку ассоциируют его с политическим радикализмом. Они также не согласны с тем, какую роль сыграл эпитет квиры ввиду его использования политическими радикалами в определении ЛГБТ-сообщества в зависимости от политической позиции, гендера и возраста. Противоречие также выражается в социальном и политическом расколе в ЛГБТ-сообществе между теми (включая гражданских активистов), кто считает себя «нормальными», кто желает, чтобы их воспринимали как обычных членов общества, а также теми, кто видит себя отличными от него[9].
- Некоторые ЛГБТ-активисты отказываются от использования слова, поскольку считают его сленгом или академическим жаргоном[10].

## Изучение квир-культуры
В мире существуют научные кафедры, которые занимаются изучением квир-культуры. Как правило, это западные университеты и колледжи, преимущественно в США:
- Университет Беркли[12];
- Городской колледж Сан-Франциско[13];
- Гарвардский университет[14].